# Brigada de Investigaciones de San Justo
La Brigada de Investigaciones de San Justo de la Policía de la Provincia de Buenos Aires (Argentina) fue un centro clandestino de detención que funcionó durante la dictadura autodenominada «Proceso de Reorganización Nacional». Estaba en la ciudad de San Justo, partido de La Matanza, provincia de Buenos Aires.
Estuvo bajo la jurisdicción del Área 114 (a cargo del Grupo de Artillería Mecanizado 1), que integraba la Subzona 11, Zona 1 (I Cuerpo de Ejército); por tanto, integró el Circuito Camps. Esta unidad de la Policía de la Provincia de Buenos Aires fue escenario de privaciones ilegítimas de la libertad, tormentos y muerte.
En 2013, se instaló la señalización de sitio de la memoria.